# Nadeschdiwka (Bolhrad)
Nadeschdiwka (ukrainisch Надеждівка; russisch Надеждовка Nadeschdowka, deutsch ‚Hoffnungsfeld‘, rumänisch Hoffnungsfeld) ist ein Dorf in der ukrainischen Oblast Odessa.

## Lage
Hoffnungsfeld liegt heute ca. 3 km nördlich der Ortschaft Spaska an der bedeutenden Regionalstraße Odessa – Ismajil.

## Geschichte
Hoffnungsfeld ist eine Tochtergemeinde. Sie wurde 1864 auf 1961 Dessjatinen Pachtland gegründet. Die Gründerfamilien kamen größtenteils aus Prykordonne und aus Neu-Elft (Fere-Champenoise II). 1881 wurde das Land von der Eigentümerin, Margaretha von Almaida, einer Tochter des Staatsrates Konstantin Bachsili aus Odessa, gekauft. Die deutsche Geschichte des Dorfes endete mit der Umsiedlung im Jahre 1940.
Am 12. Juni 2020 wurde das Dorf ein Teil der Stadtgemeinde Arzys; bis dahin bildete es die Landratsgemeinde Nadeschdiwka (Надеждівська сільська рада/Nadeschdiwska silska rada) im Süden des Rajons Arzys.
Seit dem 17. Juli 2020 ist es ein Teil des Rajons Bolhrad.